# Procryptocerus pictipes
Procryptocerus pictipes är en myrart som beskrevs av Carlo Emery 1896. Procryptocerus pictipes ingår i släktet Procryptocerus och familjen myror. Inga underarter finns listade i Catalogue of Life.